# Assignation de genre

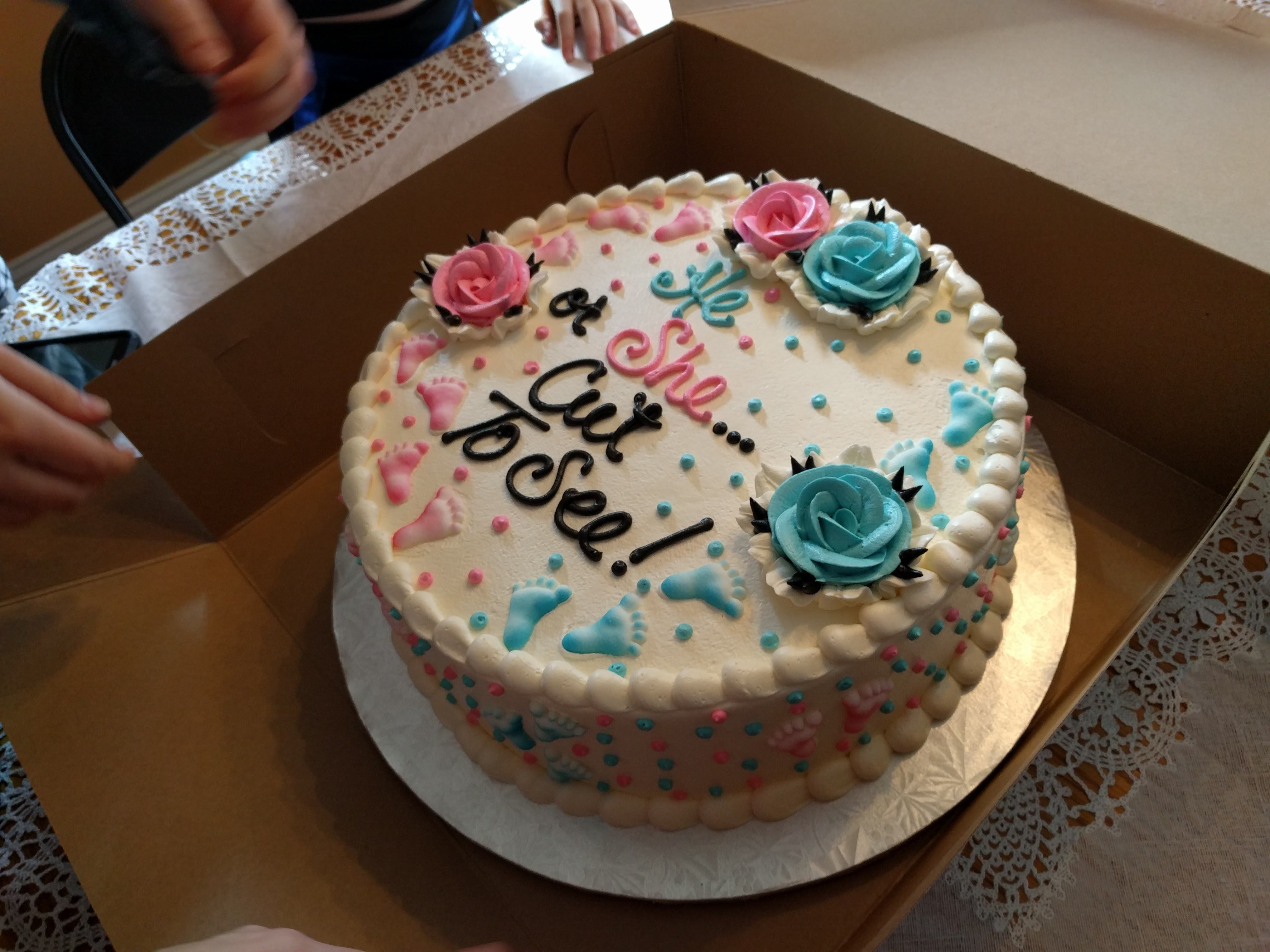
Dans certaines cultures, l'assignation de genre est ritualisée et célébrée, comme dans le cas des fêtes de dévoilement du sexe de l'enfant à naître. Sur le gâteau est écrit "il ou elle... coupez pour voir !".

Dans les études de genre, l'assignation de genre désigne le processus par lequel un genre est attribué à une personne. Dans les sociétés marquées par la binarité de genre, l'assignation de genre consiste à ranger un individu dans l'une des deux catégories (« homme » ou « femme »). À la naissance, cette catégorisation se fait principalement sur la base des caractéristiques anatomiques observées. Dans le cas des personnes intersexuées, l'assignation de genre s'accompagne généralement d'une assignation sexuelle pour les faire correspondre à la catégorie homme ou femme.
L'assignation de genre entraîne des attentes sociales et culturelles spécifiques, auxquelles il est généralement attendu que la personne se conforme : la capacité à répondre à ces attentes, à adopter les comportements attendus d'un homme ou d'une femme, s'acquiert à travers la socialisation. L'identité de genre, c'est-à-dire la façon dont la personne se perçoit elle-même, peut ne pas correspondre au genre qui lui a été assigné initialement, de sorte que celle-ci peut effectuer une transition de genre.

## Définition et contextes d'emploi
L'assignation de genre désigne le processus par lequel on catégorise un individu comme homme ou femme. Le mot d'assignation (plutôt qu'attribution par exemple) insiste dans tous les cas sur la dimension contraignante de cette catégorisation. Elle en désigne également la dimension sociale : le genre d'une personne ne préexiste pas à ce processus (cette personne n'est pas simplement née fille ou garçon), mais en dépend. Les formes passives « assignée garçon (à la naissance) » ou « assignée fille » viennent signaler qu'il s'agit d'un « processus qui a précisément été réalisé sur le sujet sans qu’il en soit l’agent ».
L'expression répond au besoin de rendre compte de plusieurs phénomènes politiques et sociaux, et n'attire donc pas l'attention exactement sur la même chose en fonction de ses contextes d'emploi.
- Les personnes intersexes l'utilisent ainsi pour désigner un choix fait par d'autres à leur naissance. Dans le cas où l'assignation est précisément mise en difficulté par une anatomie atypique ou des variations du développement sexuel (dès la naissance ou à la puberté), des procédures chirurgicales de réassignation leur sont généralement imposées afin de les faire correspondre à une norme masculine ou féminine[3].
- Pour les personnes transgenres, il est aussi courant de se dire « assigné(e) fille / garçon à la naissance », mais pour désigner cette fois plus précisément l'impossibilité de vivre ou de s'identifier au genre assigné initialement et le fait de s'en extraire par une transition de genre (qui peut ou non passer par des chirurgies dites, par les médecins, de réassignation). À l'inverse, les personnes qui poursuivent leur vie dans le genre assigné sont dites cisgenres[4].
- Dans une perspective féministe, l'assignation de genre dès la naissance est une condition nécessaire au maintien d'un ordre politique fondé sur l'opposition et la hiérarchisation de deux catégories sociales, les hommes et les femmes. À cette assignation s'articulent des normes de genre acquises par la socialisation, pendant l'enfance et tout au long de la vie. Dans certains travaux, l'expression « assignation de genre » désigne plus largement le fait de renvoyer une personne à ces normes et rôles de genre : c'est donc le fait d'« attribuer à une personne une place, une fonction, un rôle, et plus particulièrement, attendre qu'elle performe en se conformant aux attentes sociales construites autour des identités de genre, selon qu'elle est perçue comme étant un homme ou une femme »[5]. Par exemple, attendre d'un enseignant en maternelle qu'il prenne une fonction de direction peut être décrit comme une forme de ré-assignation de genre, qui consiste à le replacer dans une position plus conforme aux normes de genre[6].

L'une des questions soulevées par la notion d'assignation est son périmètre d'application : s'agit-il seulement d'un phénomène ponctuel qui se déroule à la naissance ou d'un phénomène qui se reproduit bien au-delà ? Julia Serano désigne ainsi par la notion de genrement le « fait (typiquement inconscient ou irrépressible) d'assigner un genre masculin ou féminin à toute personne que nous voyons ou rencontrons ».
L'assignation de genre est étudiée dans plusieurs champs disciplinaires (chirurgie, psychologie, endocrinologie, études de genre, philosophie, etc.) et selon des perspectives croisées de genre, race et classe.

## Nature et supports de l'assignation

### À la naissance

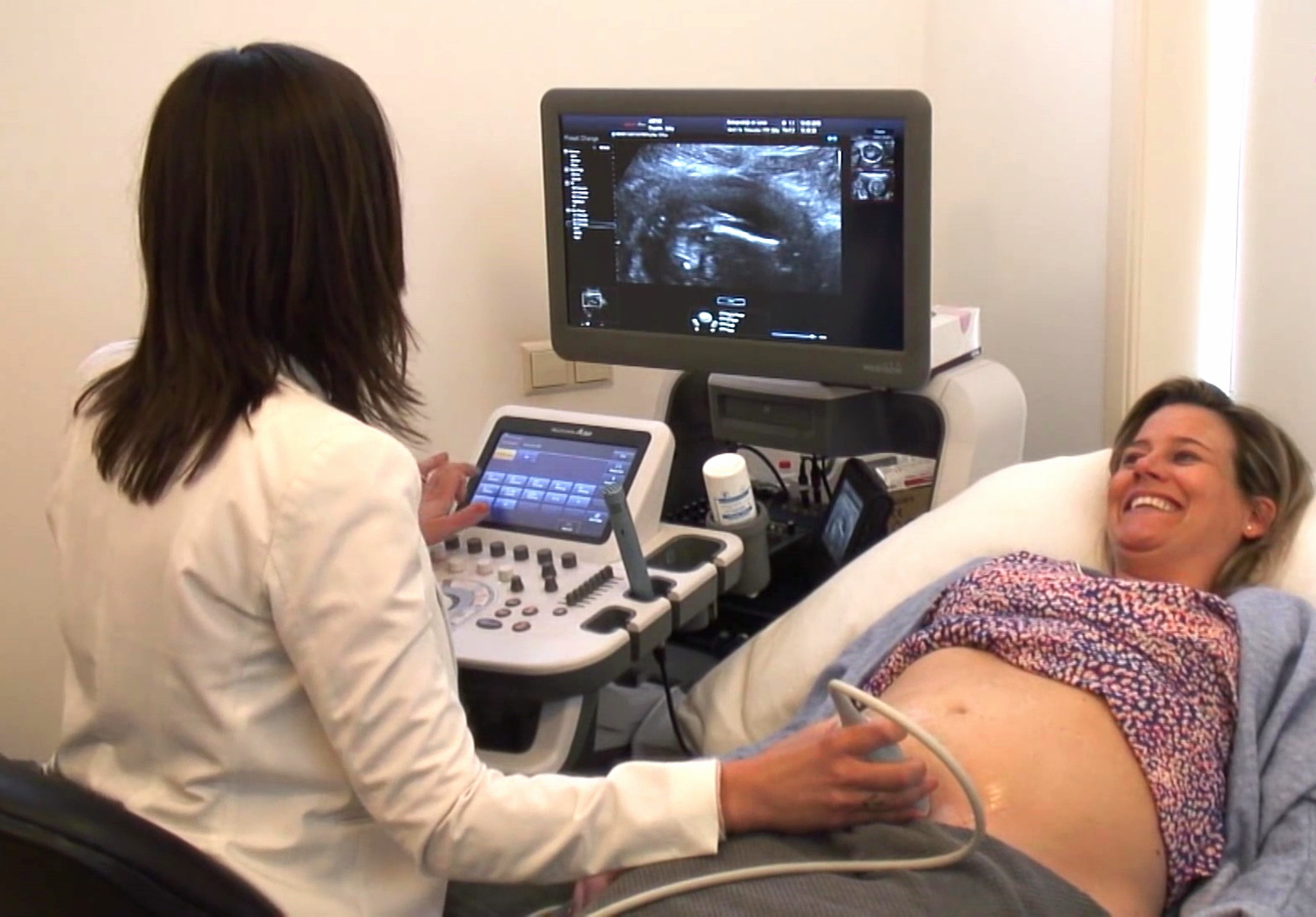
L'assignation de genre peut se faire à la naissance ou avant la naissance, par l'observation des organes génitaux du fœtus à travers une échographie.

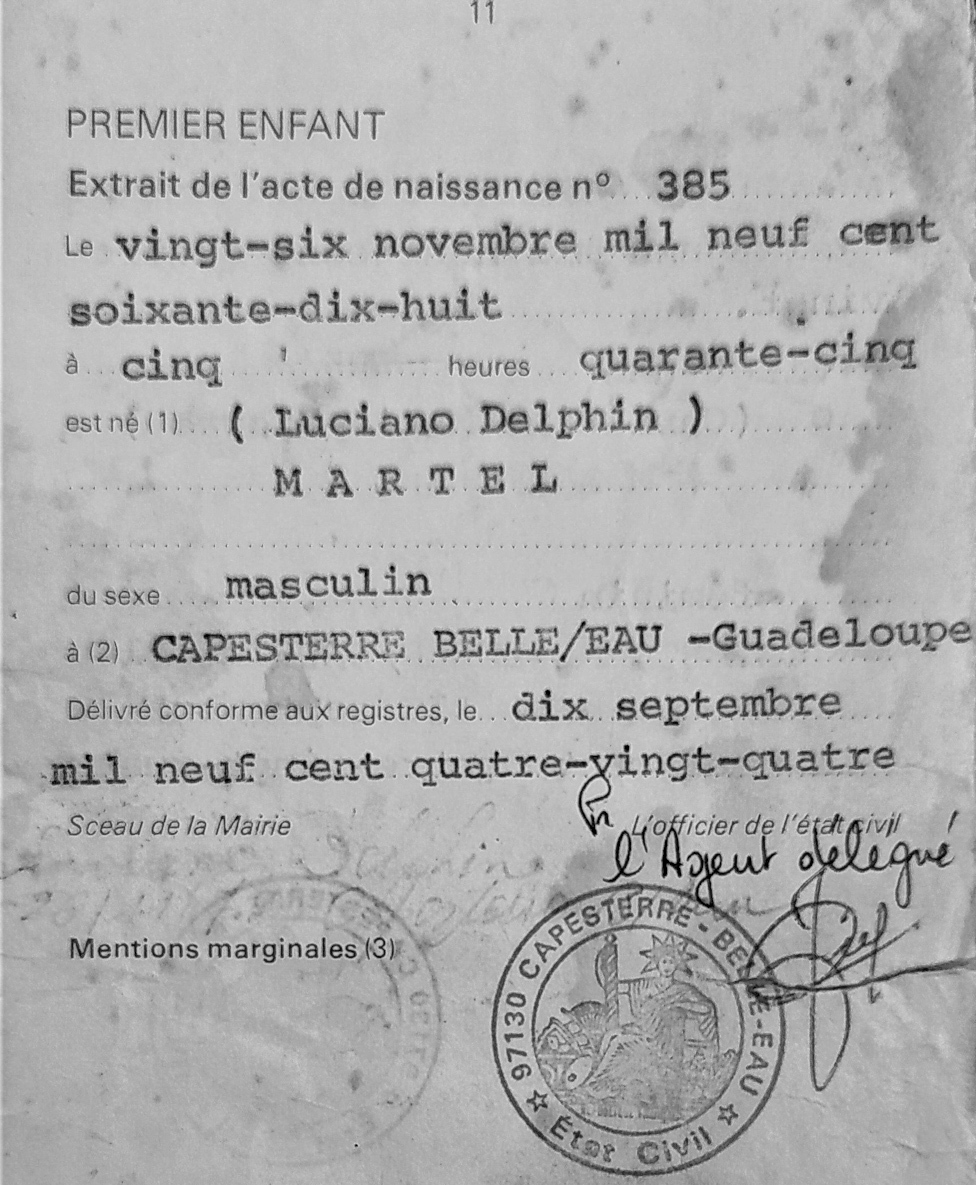
Un acte de naissance français sur lequel figure le sexe de la personne, déclaré à sa naissance à l'état civil.

L'assignation renvoie à une multiplicité d'actes, y compris à la naissance. Envisagée comme un acte performatif, c'est de façon paradigmatique la déclaration initiale lors d'une échographie ou à la naissance « C'est une fille » / « C'est un garçon », acte duquel vont découler d'autres actes comme le choix du prénom. Envisagée dans sa dimension juridique et institutionnelle, c'est la déclaration d'un sexe lors de l'enregistrement du nouveau-né à l'état-civil. À la naissance, le support de l'assignation de genre est généralement l'apparence extérieure des organes génitaux, c'est-à-dire la présence d'un pénis ou d'une vulve. L'enregistrement du sexe à l'état civil peut se faire par simple déclaration des parents, ou nécessiter un certificat médical.
Dans le cas des personnes intersexes, l'observation des organes génitaux externes ne permet pas toujours de déterminer le sexe du nouveau-né. Plus particulièrement, c'est l'apparence de la verge qui est pris en compte pour savoir si le bébé a un pénis ou non. En France, jusqu’au milieu du XXe siècle, il était courant d'attendre la puberté des personnes intersexes pour observer le développement des caractères sexuels avant d'envisager une opération chirurgicale. Toutefois, passé cette période, les opérations ont lieu quelques mois après la naissance : « il faut opérer le plus tôt possible parce que le sentiment subjectif de l'identité des enfants découle de l'existence ou non d'un pénis, ce qui déterminera leur identité et leur orientation sexuelle ». La médecine est ainsi chargée de « tracer une frontière nette entre les corps d'hommes et les corps de femmes ».

### Durant l'existence
Par la suite, l'attribution d'un genre aux personnes passe le plus souvent par d'autres biais. Une des hypothèses est que cette attribution dépend du genre que l'individu performe (par sa manière d'agir, de s'habiller, de parler...) ; contre cette hypothèse, Julia Serano insiste sur le fait que l'assignation par le regard des autres dans les interactions ordinaires s'appuie sur l'apparence, et plus particulièrement sur les caractères sexuels secondaires (grain de peau, répartition des graisses, pilosité) : cela explique par exemple qu'en transitionnant sans changer sa manière d'être ou de s'habiller, une femme trans puisse être progressivement assignée comme femme dans les perceptions et interprétation des autres « malgré une apparence de "garçon manqué" ».
S'appuyer sur des paramètres gonadiques, endocrinologiques ou chromosomiques pour assigner un individu est exceptionnel, mais se produit dans certains cadres bien particuliers comme les tests de féminité dans le sport (tests destinés à valider éligibilité des athlètes à la participation aux compétitions féminines).

## Études de genre

### Assignation de genre et bicatégorisation sexuelle homme/femme
Dans l'Encyclopédie critique du genre (2016), Michal Raz fait une synthèse des études de genre sur le concept d'assignation. L'assignation de genre est fortement liée à la binarité de genre. Ainsi, Thomas W. Laqueur note qu’avant le XVIIIe siècle prévaut en Occident « un modèle unisexe » où les individus sont avant tout perçus comme partageant la même nature humaine. Après les Lumières, les sociétés occidentales modernes sont marquées par un système de genre binaire avec une différenciation très marquée entre la catégorie « homme » et la catégorie « femme » et un rapport de domination du premier groupe sur le deuxième (patriarcat). Dès lors, il devient très important de pouvoir déterminer à quel groupe appartient une personne pour la situer dans l'ordre social. Cela permet notamment de déterminer quels sont les individus qui ont le droit de vote, doivent combattre dans l'armée, avec qui ils peuvent se marier...
Le sociologue Erving Goffman, dans son article L'Arrangement des sexes (1977), souligne que « le classement initial selon le sexe est au commencement d'un processus durable de triage, par lesquels les membres des deux classes sont soumis à une socialisation différentielle ».

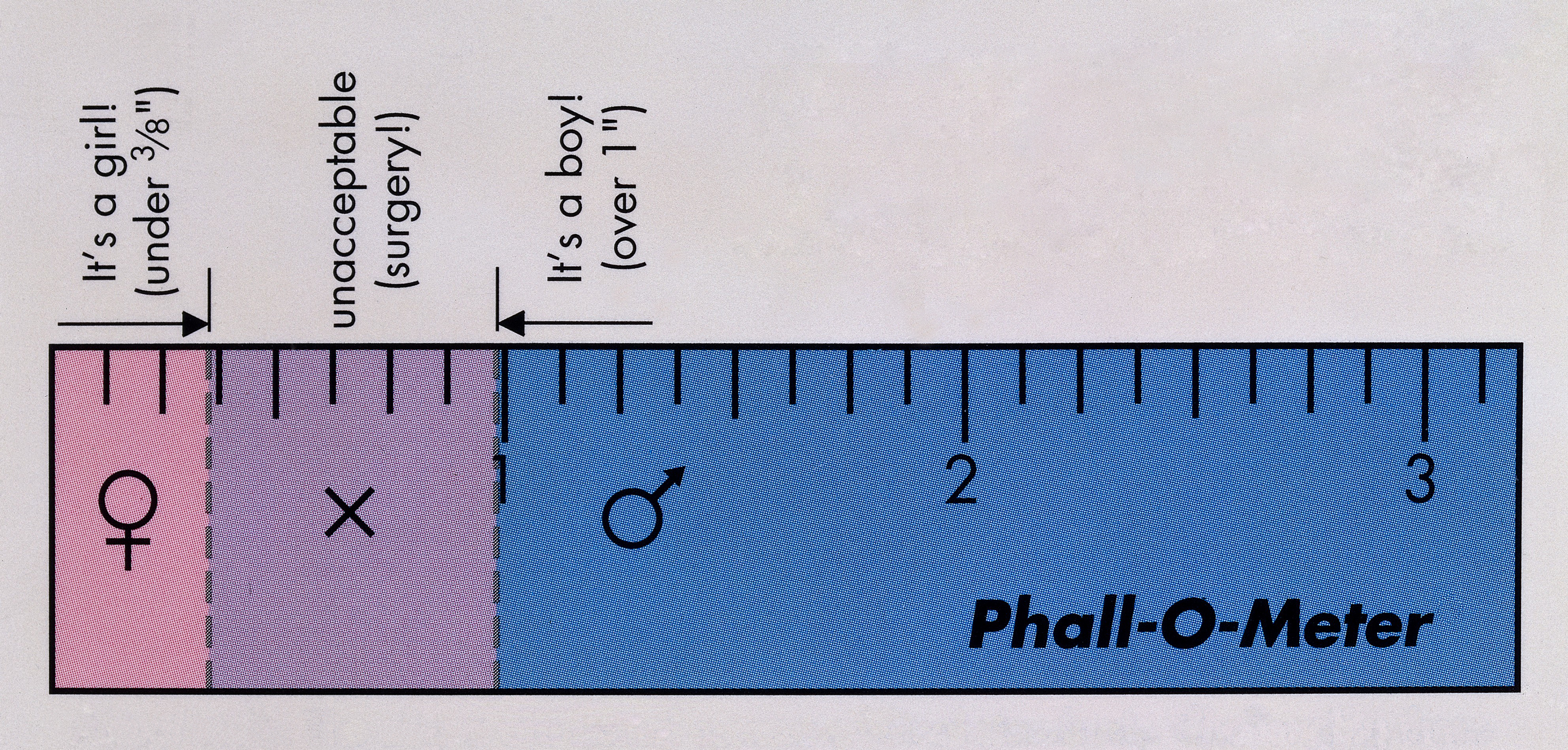
Le Phall-O-Mètre satirique de la Société Intersexe d’Amérique du Nord, mesurant la longueur (en pouces) du pénis/clitoris d'un nouveau-né : en dessous de 3/8 de pouce (9,5 mm), « c'est une fille », au dessus de 1 pouce (25,4 mm), « c'est un garçon », entre les deux « inacceptable ! (chirurgie) ».

La médecine joue un rôle important pour déterminer le « vrai sexe » des individus : d'abord basée sur l'observation des organes génitaux, cette détermination passe ensuite par l'étude des chromosomes, des gènes, du cerveau ou encore des caractéristiques sexuelles secondaires (voix, pilosité...). Cette bicatégorisation « sert (...) à fonder et à maintenir l'ordre social genré », et exclue toutes les personnes qui s'en écartent, comme le notent Hurtig et Pichevin : les personnes intersexes (dénommées « hermaphrodites » au XIXe siècle et au début du XXe siècle) subissent des chirurgies de réattribution sexuelle pour les faire correspondre à l'une ou l'autre catégorie. L'anthropologue Priscille Touraille renchérit en disant qu'« un enfant qui ne peut être déclaré mâle ou femelle à la naissance met totalement en crise les procédures de socialisation des enfants en "garçons" et "filles" ». Les opérations d'assignation sexuelle sur les personnes intersexes visent ainsi, aux yeux de la médecine, à permettre aux parents d'être sûrs du genre de leur enfant pour lui fournir l'éducation correspondante (habits, comportement, avenir professionnel envisagé, notamment).
Cette assignation sexuelle est également liée à l'hétérosexualité et à la reproduction : lorsqu’une personne intersexe est déclarée femme et opérée en ce sens, c'est dans l'objectif de lui donner un vagin destiné à la pénétration hétérosexuelle (même si elle n'a pas de fertilité féminine). L'autodétermination en fonction des désirs personnels n'est pas prise en compte sur ce sujet, tout comme sur les questions de genre.
Michal Raz indique que la distinction entre deux catégories distinctes homme/femme n'est pas universelle et ne recoupe pas tous les systèmes de genre existant dans les différentes cultures et époques. Toutefois, pour les sociétés occidentales, cette distinction est fondamentale. Raz conclut que « le sexe est toujours fabriqué à partir du genre, à partir d'un ensemble de normes historiquement variables qui définissent les contours des catégories exclusives du masculin et du féminin ».

### Autres approches
Judith Butler s'appuie en partie sur les travaux de Jean Laplanche et étudie surtout la subversion des assignations et ce, en adaptant la notion de performativité de John Langshaw Austin en performance de genre.

## Psychanalyse
Jean Laplanche développe en psychanalyse le concept d'assignation, en considérant que le genre précède le sexe, qu'il est « assigné sur la base de l’anatomie sexuelle, ou plutôt, de la perception par l’adulte de cette anatomie », et que l'assignation est « l’ensemble des messages transmis à l’enfant sur son identité de genre, par les adultes et plus largement par le socius »,. Pour lui, ces messages sont « énigmatiques » parce que d'une part, l'enfant n'est pas capable de les décoder et d'autre part, « les adultes eux-mêmes ne savent pas exactement ce qu’ils transmettent à l’enfant ».

« L’assignation est un ensemble complexe d’actes qui se prolonge dans le langage et dans les comportements significatifs de l’entourage. On pourrait parler d’une assignation continue ou d’une véritable prescription. Prescription dans le sens où l’on parle des messages dits « prescriptifs » : de l’ordre donc du message, voire du bombardement de messages »

— Jean Laplanche, IX. Le genre, le sexe, le sexual [*], dans : Sexual. La sexualité élargie au sens freudien, Laplanche Jean (dir.). PUF, Paris, 2014, p. 153-193.
Valérie Ganem, dans son étude sur la famille en Guadeloupe, remarque des variations dans l'éducation des enfants d'une même famille selon leur couleur de peau et, dans une perspective intersectionnelle, croise l'assignation de genre avec celle de race,,.

## Critique du concept d'assignation
Dans la mesure où le concept d'assignation vise à désigner la dimension construite et socialement instituée du sexe et du genre, il rencontre logiquement l'opposition de ceux qui ne partagent pas cette perspective constructionniste. Ceux-ci réaffirment alors le sexe comme une propriété inhérente au corps et immuable, qui ne fait l'objet que d'un constat, d'une simple observation à la naissance (ou plus tôt par le biais de l'échographie).
C'est par exemple la position d'Alan Sokal et Richard Dawkins qui publient en avril 2024 une tribune où ils défendent l'idée que « le sexe d'une personne est une réalité biologique objective [...] et non quelque chose qui lui est "assigné" de l'extérieur », contre un document de l'Association médicale américaine et de l'Association of American Medical Colleges qui définit dans un lexique l'expression « sexe assigné à la naissance » . C'est aussi la position de l'American College of Pediatricians, une association minoritaire conservatrice de défense des pédiatres aux États-Unis qui milite contre le droit des personnes trans, : pour cette organisation, le sexe se déclare anatomiquement in utero au moment de la conception, il est « encrypté dans chaque cellule diploïde du corps » et il est facilement reconnu à la naissance et ne peut être modifié par une transition. Les cas de variations du développement sexuel sont alors envisagés comme des troubles très rares qui appellent simplement des examens supplémentaires pour déterminer correctement le sexe.
En 2025, l'expression fait partie d'une liste de termes associés à l’identité de genre interdits par Donald Trump dans les publications des chercheurs du Centers for Disease Control (l’équivalent américain de Santé publique France) et « déconseillés » pour l’ensemble des acteurs publics des États-Unis ,.